# فيتن
فيتن (بالألمانية: Witten) مدينة ألمانية يبلغ تعداد سكانها 100793 نسمة (2005).
أول ذكر لمدينة فيتن كان في فترة ماقبل الميلاد بالإشارة التي وردت في أحد النصوص إلى أحد أحيائها وهو «هربده» (بالألمانية: Herbede). تقع في فيتن جامعة خاصة مشهورة في ألمانيا وهي جامعة فيتن ـ هردكه, والتي تحوي على اختصاصات مثل الطب والاقتصاد والآداب. لحزب الحاكم هو الحزب الديمقراطي الاجتماعي الألماني المتحالف مع حزب الخضر. تقع فيتن بين مدن أكبر منها مثل بوخوم ودورتموند, وهي مثلها تقع في منطقة الرور التي تعتبر المنطقة الأكثر كثافة سكانية في جمهورية ألمانيا الاتحادية· يعتمد اقتصاد المدينة على العديد من المصانع وعلى السياحة بسبب وجود مناطق طبيعية جميلة في ضواحيها. وفيها صالات قمار كثيرة تجعلها تستحق ربما لقب «لاس فيغاس منطقة الرور».

## توأمة
لفيتن اتفاقيات توأمة مع كل من:
- بوفيه (1975 - )
- Mallnitz [الإنجليزية]‏ منذ (1979 - )
- Lev HaSharon Regional Council [الإنجليزية]‏ منذ (1979 - )
- بيترفلد-فولفن (1990 - )
- كورسك (1990 - )
- تشَيڤ منذ (1990 - )
- سان كارلوس، ريو سان خوان [الإنجليزية]‏ منذ (1990 - )
- منطقة باركينغ وداغنهام في لندن منذ (1979 - )
- Wolfen, Germany [الإنجليزية]‏ منذ (1990 - )
- ميكيلي (25 يناير 2016 - )

## أعلام
- جوسيف سيبر
- أوتو شوت
- يوخن نيكل
- كلاوس روست
- بيترس فيدلر